# Miss Mundo 1974
Miss Mundo 1974 foi a 24ª edição do concurso de beleza feminino de Miss Mundo. O certame idealizado pelo presidente da Mecca Leisure Group, Eric Douglas Morley, foi realizado no dia 22 de novembro de 1974. Tendo como palco o Royal Albert Hall, o concurso reuniu cinquenta e sete (57) candidatas - três a mais que no ano anterior - de diferentes países. A vencedora do certame foi representante do Reino Unido, Helen Morgan, que renunciou ao título quatro dias depois por ser mãe, assumindo a segunda colocada, da África do Sul, Anneline Kriel.

## Concurso

### 24ª Edição
Inicialmente, em 1974, Julia Morley recebeu respostas de interesse de participação recorde de 70 diretores em tantos países e territórios. Este ano, a ilha de Barbados e a nação africana de Zâmbia estreariam, além das ilhas Anglo-Normandas de Jersey e Guernsey. O território de Madagascar retornou após muitos anos de ausência, enquanto a Nigéria descartou a franquia quando seu concurso nacional foi cancelado. Três países não realizaram seus eventos de beleza naquele ano (Luxemburgo, Peru e Seicheles), enquanto no Panamá e Trinidad e Tobago não havia seleção de nenhuma  representante para a o Miss Mundo. Com as baixas, haveriam portanto 65 países na competição, o mesmo número de participantes que o Miss Universo teve naquele ano. Singapura e Islândia não realizaram um concurso nacional pelo segundo ano consecutivo, mas os organizadores enviaram uma representante escolhida a dedo, enquanto a eleita na Nova Zelândia sofreu um acidente de moto depois de ser eleita e passou dois meses em repouso, se recuperando a tempo de ir para Londres.
Alguns países sinalizaram a organização que não enviariam candidatas este ano, como foi o caso de Chipre (Christiana Agathaggelou), Portugal (Alice Vieira) e Libéria (Maria Yatta Johnson). Em Portugal, o concurso não foi transmitido pela televisão e teve que ser suspenso e realizado mais tarde devido à revolução que afetou o país em abril. Até a noite da final foi realizada a portas fechadas e, como nenhum júri compareceu, os organizadores tiveram que se apresentar como juízes convidados do hotel onde o concurso foi realizado. Devido à falta de patrocinadores, não havia fundos para enviar a vice-campeã do concurso, que havia sido designada ao Miss Mundo. A cipriota também não compareceu devido à crise causada pela invasão turca daquele país e o golpe de estado.
Como nos anos anteriores, a segurança que a Miss Israel (de origem checoslovaca) recebeu foi extrema. Quando seu vôo chegou a Heathrow, um carro a esperava no pé do avião com vários guarda-costas para levá-la ao hotel que sediou o evento. Um rapaz que espreitava o quarto de hotel da candidata da Dinamarca tentou convencê-la a se despir e desfilar nua para ele e, quando ela negou, ele roubou sua bolsa. O homem disse à jovem que ele era um oficial de segurança tentando pegar um espião e pediu que ela retirasse as roupas restantes e andasse na varanda para atrair o espião para uma armadilha. Incrédula, ela vestiu uma túnica e saiu correndo. Quando ela voltou com um verdadeiro oficial de segurança, o homem tinha sumido, junto com sua bolsa, que continha 36 dólares, passaporte e outros objetos pessoais.
As participantes mais jovens eram Miss Grécia, Índia, Irlanda e Filipinas com 17 anos de idade e a mais velha era da Honduras, uma secretária bilíngue de 24 anos. A mais alta era a Miss Austrália, com 1,80m de altura e a menor, de Singapura, com 1,57m. Um dia antes da final as candidatas foram entrevistadas pelo júri por cinco minutos, participaram do ensaios final, no qual os prêmio de mais fotogênica foi entregue à candidata da Iugoslávia e o de personalidade à Hong Kong. A Miss Jersey compareceu apesar de sofrer de conjuntivite. Uma casa de apostas bem conhecida informou que, no final, Miss Reino Unido e Miss Bélgica estavam à frente nas apostas com 10-1, seguidas de perto pela Miss África do Sul e Miss Austrália com 12-1, enquanto a Miss EUA caía com chances de 16-1. No final, as apostas totalizaram £ 400.000, um recorde na história do concurso.

### Final
A eleição de foi realizada na noite de sexta-feira, 22 de novembro. Às 20 horas, o show começou com a abertura de Phil Tate e sua orquestra, seguida pelo Hino Nacional Britânico. Eric Morley deu as habituais palavras de boas-vindas e deixou o evento nas mãos dos apresentadores Michael Aspel e David Vine, já que, pela primeira vez, faria parte dos jurados de seu próprio concurso como presidente do mesmo, desde que Peter Dimmock, que era o gerente de transmissão da BBC e que ocupava esse cargo desde 1966, assumiu ao cargo de CEO da BBC Enterprises. Imediatamente, Michael Aspel apresentou as competidoras em seus vestidos de noite, em ordem alfabética, que, depois de terminar o desfile, correram para os camarins para vestir seus trajes de banho. No final do desfile de toda as candidatas, o desfile de maiô começou, também em ordem alfabética e descalças. Finalmente, todas retornaram ao palco e posaram em grupos de cinco e seis na frente da banca de jurados, que emitiu seu veredicto e Aspel passou a convocar as 15 semifinalistas.
Houve um intervalo de 15 minutos, animado por Phil Tate e sua orquestra, enquanto as semifinalistas trocavam seus vestidos de noite. Às 21h25, a transmissão do evento começou na BBC One, por 65 minutos ininterruptos, com o número de abertura pré-gravado pelos dançarinos de Ralph Tobert e as vozes dos Mike Sammes Singers, com a introdução da 57 candidatas em seus trajes nacionais. A transmissão ao vivo começou com Michael Aspel entrando no palco para apresentar os nove jurados. Após os desfiles habituais, Michael Aspel chamou as 7 finalistas, a quem ele entrevistou conforme ia nomeando. Eles eram da Austrália, Israel, Japão, África do Sul, Suécia, Reino Unido e Estados Unidos. Julia Morley chamou a acompanhante da Miss Japão para ajudá-la com a tradução, mas a garota ficou tímida e não compareceu ao palco. Julia compareceu ao palco da cerimônia para a ajudar na entrega da premiação, e Eric Morley, presidente do concurso, para dar os resultados em ordem inversa.
Em quinto lugar, Miss Estados Unidos, Terry Ann Browning; na quarta posição, Miss Austrália, Gail Margaret Petith; em terceiro lugar, Miss Israel, Lea Klein e em segundo lugar e vice-campeã, Miss África do Sul, Anneline Kriel. Elas receberam £ 250, £ 500, £ 1.000 e £ 1.500 em prêmios, respectivamente. Todas receberam suas tiaras nos bastidores e seus troféus de prata no palco por Julia Morley. Nervosos, nos bastidores, os representantes do Japão, Suécia e Reino Unido aguardavam os resultados finais. Curiosamente, a garota britânica usava um relógio de ouro no pulso esquerdo e parece que ninguém havia notado isso.
Então anunciou-se que a nova Miss Mundo de 1974 era… Miss Reino Unido! Helen Elizabeth Morgan, uma mãe solteira com um menino de 18 meses, que foi vice-campeã no Miss Universo 1974 representando o País de Gales nas Filipinas, tinha 22 anos de idade, 1,80 metro de altura 35-24-35, olhos castanhos, cabelos castanhos e cujos passatempos eram filatelia, xadrez, cavalos, desenhar vestidos e dirigir carros, havia se tornado a quarta Miss Mundo Britânica (segunda do País de Gales) e a primeira mãe solteira a ser coroado nos 24 anos de história do concurso. Helen recebeu sua faixa que a creditava como a nova soberana nos bastidores e saiu para receber seu troféu de Julia Morley, que aparentemente não estava muito feliz com seu triunfo devido à seriedade com que entregou a xícara de prata. Helen sentou-se no trono, um assistente colocou seu manto real para ser mais tarde coroado por Julia Morley, porque a Miss Mundo 1973, Marjorie Wallace foi demitida depois de um reinado de menos de quatro meses, porque os organizadores do concurso se opuseram à publicidade em torno de sua vida privada e amizade com celebridades. Helen fez sua caminhada triunfal ao ritmo da marcha para retornar ao trono, onde foi parabenizada pelas finalistas.
Quando a imprensa fez perguntas sobre o filho, Helen repetiu o que havia dito meses antes, quando foi coroada "Miss Reino Unido": "Tenho orgulho do meu bebê. Não sou casada, mas não tenho vergonha. Isso é 1974. Por que mães solteiras não podem ter as mesmas oportunidades que as outras?". Os organizadores do evento anual de beleza proibiram as mulheres casadas de competir, mas as regras do concurso não diziam nada sobre mães solteiras. O Baile de Coroação foi realizado no Lyceum Ballroom onde as finalistas receberam seus cheques de premiação. Miss Suécia, que ficou em sexto lugar, recebeu seu troféu e um prêmio de £ 150, enquanto Miss Japão recebeu £ 100 mais um troféu pelo sétimo lugar. As demais semifinalistas receberam £ 50 cada.

### Reclamações
Miss Colômbia acusou os jurados de terem escolhido Helen apenas por ter um filho ilegítimo. "É errado uma mãe solteira ser Miss Mundo", disse a colombiana. "Os organizadores adotaram um padrão duplo. No ano passado, eles removeram a Miss Estados Unidos por não cumprir suas regras, mas este ano eles escolheram uma garota que é mãe solteira. Acho que o prestígio do título de Miss Mundo caiu." Miss Porto Rico disse: "Não gostei do concurso e lamento ter vindo aqui. Vimos que só havia uma vencedora e essa era a Miss Reino Unido". Miss Espanha disse: "Achamos que ela ganhou por ser mãe solteira. Temos a impressão de que os juízes leram e sentiram simpatia por ela". Miss Venezuela disse a repórteres que Helen Morgan não deveria ter permissão para competir. "No meu país, uma garota que tem um bebê sem se casar é considerada uma garota má, não pura e imaculada, pois nos faz acreditar que a Miss Mundo deveria ser." A candidata de Honduras foi uma das poucas latino-americanas que não protestou e disse que não se arrependia de ter vindo a Londres para participar do concurso. Por outro lado, a vencedora ignorou as reclamações e disse acreditar que o júri se baseava no que elas haviam visto nela e não no fato de ser mãe. "Nem me ocorre que meu pequeno Richard influenciou a decisão deles." Ela também acrescentou que não tinha intenção de se casar. "Estamos vivendo em 1974, não em 1914", disse ela.
Eric Morley, presidente da Meca e do concurso, rejeitou as alegações, dizendo que as candidatas e os patrocinadores sabiam que Helen tinha um filho muito antes, mas que ninguém havia protestado até que ela vencesse. "Para nós, não há controvérsia porque a senhorita Morgan entrou sob as regras existentes e venceu. Da minha parte, não estou preparado para desmoralizá-la. Continuaremos a apoiá-la e a trabalhar o máximo possível por ela. Alguns países não são tão liberais quanto nós. Miss UK não quebrou nenhuma regra ao ter um bebê", disse ele. Morley, que desta vez atuou como presidente dos juízes, também confessou que havia votado na Miss Austrália.
Alguns diretores, ou "patrocinadores", como eram então chamados, também reclamaram do triunfo de uma mãe solteira. Morley reuniu esses 50 diretores nacionais no Britannia Hotel, dando a eles uma cópia das regras do concurso, fazendo-os ver que não havia nada nas regras que impedisse Helen de ser Miss Mundo. No final, todos concordaram. No entanto, na noite de domingo, dia 24, Morley anunciou que no ano seguinte as regras seriam modificadas para impedir a participação de mulheres solteiras com filhos, pois o título poderia separar as mães de seus filhos durante o ano do reinado, embora ele tenha dito que essa mudança nas regras nada tinham a ver com uma mãe solteira, Helen Morgan, tendo conquistado o título em 1974. Julia Morley acrescentou: "Não se visualiza que, no decorrer do tempo, tenhamos uma sociedade diferente com novos problemas".

### Renúncia
Pela segunda vez em um ano, a controvérsia afetou o reinado da Miss Mundo. Três dias após a sua eleição, um escândalo eclodiu com Raymond Lovegrove, gerente de uma boate em Cardiff, que disse que Helen havia flertado com ele e agora sua esposa Linda estava ameaçando-o com um divórcio. O jornal Sun disse que a dançarina de cabaré Linda Lovegrove, 28, citaria Helen Morgan como a amante de seu marido em um processo judicial para se divorciar. O escândalo fez com que a imprensa a questionasse sobre esse assunto, sofrendo tanta pressão, decidiu naquele momento queria mais ser a rainha da beleza mundial: "Tenho um filho e uma família que amo muito. Não quero que minha vida privada seja divulgada todos os dias e veja minha família ferida". Então ela chamou os Morley para abdicar.
Helen Morgan renunciou ao título na noite de terça-feira, 26 de novembro, depois de ser acusada de seu suposto envolvimento em um divórcio. Morgan, telefonou para Julia Morley chorando na noite de terça-feira e desistiu da coroa que só possuía há quatro dias. Ela disse que estava se demitindo devido à possibilidade de ser nomeada responsável em um caso de divórcio. "Sua indicação foi devido à natureza perturbadora de certas alegações de que ela sentia que não tinha escolha a não ser renunciar", disse Julia. "Ela estava muito chateada e sobrecarregada", acrescentou. A controvérsia sobre Helen surgiu assim que ela conquistou o título, por ter um filho ilegítimo de 18 meses. "Helen renunciou por causa do efeito angustiante que os rumores sobre ela teriam sobre seu bebê", disse Christopher Clode, que afirma ser o pai do bebê. Eric Morley disse que sua demissão não tinha nada a ver com o bebê.
Na quarta-feira, 27 de novembro, Helen escreveu uma carta dizendo o seguinte: "Acho que os rumores que estão circulando sobre mim terão um efeito indesejável e angustiante no meu filho e na minha família. O bem-estar do meu filho é, como para qualquer mãe, de extrema importância para mim, muito mais importante do que ser Miss Mundo. Eu gostaria de ter continuado como Miss Mundo. É algo que toda garota deseja...". Ela não era mais a rainha, no entanto, Helen foi autorizada a ficar com as 3.000 libras que ganhou. Então, a sul-africana Anneline Kriel, ice-campeã da competição e que ainda estava em Londres na casa da embaixadora sul-africana, Drª Carel de Wet, foi contatada pelos Morley para lhe oferecer o título, que ela aceitou com prazer. "Sinto muito por ter ganho dessa maneira. Mas não hesito em aceitá-lo. É uma grande honra para mim", disse a linda loira. Quando lhe perguntaram como se sentia em relação a Helen Morgan, ela respondeu: "Sinto muito por Helen, com muita sinceridade. É terrível que as coisas terminem assim para Helen. Eu acho que ela era uma excelente garota". Na quinta-feira 28, ela foi oficialmente coroada Miss Mundo na sede da Meca em Londres, com uma festa de comemoração no Tiffany's e, no dia seguinte (sexta-feira 29), Anneline saiu de férias com o namorado Jacques Malan para Paris por uma semana. Helen ficou surpresa com a rapidez com que Anneline aceitou o título: "Acho que não teria aceitado se tivesse ficado em segundo lugar".
No dia seguinte à renúncia de Helen, o Daily Mirror publicou uma entrevista com a esposa de Raymond Lovegrove, onde ela revelou que o verdadeiro pai do filho de Helen (Richard) era seu marido e não Christopher Clode, o namorado. Linda Lovegrove disse que havia encontrado uma fotografia de Helen e seu bebê na carteira do marido e que mais tarde confessou que era o verdadeiro pai do filho de Helen. Raymond comentou: "Quando Helen estava grávida, ela me disse que eu era o pai. Quando Richard nasceu, ela ocasionalmente o levava para me ver e dizia para o bebê: 'Venha ver seu pai. Ela está negando que tivéssemos um relacionamento amoroso, mas antes de ganhar o primeiro concurso de beleza, eu estava planejando deixe minha esposa e casar com Helen. Fiquei surpreso quando os jornais disseram que o pai era Christopher Clode. Estou surpreso que Helen tenha me negado, mas estou disposto a fazer exames de sangue para provar minha paternidade". Mas Helen rejeitou as alegações de Lovegrove. "Eu sei que Ray Lovegrove está dizendo que ele é o pai do meu filho, mas não há nada mais longe da verdade do que isso. Não nego que o conheço, mas nunca fui para a cama com ele. Quem sugere está sonhando ou dizendo mentiras".
A maioria das candidatas achou que a vencedora deveria ter sido de fato a Miss África do Sul. Embora a sul-africana tenha obtido quatro votos, um a menos que a maioria absoluta (5 de 9 jurados), ela perdeu para Helen Morgan por um ponto. Somente a juíza Shirley Bassey votou na Miss Reino Unido como vencedora, mas ela recebeu cinco segundos lugares, o que a tornou vencedora, em comparação com a Miss África do Sul, que só teve um voto de segundo lugar. Embora Anneline tenha cumprido suas obrigações durante o ano, no final ela disse que estava entediada com o título, que a organização continuava preferindo Helen a ela e ameaçou entregar sua coroa em comemoração ao jubileu de prata do concurso no ano seguinte vestindo jeans. Além disso, como representante da minoria branca da África do Sul e do Apartheid, ela não foi muito bem recebida em muitos países. Na realidade, a fama de Helen Morgan fez dela, muito mais procurada do que a sua sucessora. Helen sempre foi muito apoiada pelo público, algo pelo qual estava muito agradecida. Por sua parte, os Morleys anunciaram que, a partir do ano seguinte, a vida privada de cada participante seria rigorosamente examinada para evitar casos como os de Wallace e Morgan no futuro.

### Anneline Kriel
Anneline Elfreda Kriel nasceu em Pretória, África do Sul, em 28 de julho de 1955, mas foi criada na cidade de Witbank, filha do agente penitenciário Hannes Kriel e da dona de casa Mary Ann Kriel. Ela tinha dois irmãos, Ernst e Renette. Ela estudou Teatro na Universidade de Pretória. Fez um filme chamado "Somer" e um programa de televisão em africâner chamado "Storieboekmoord". Após umas curtas férias em Paris com o namorado na época, o rico empresário Jacques Malan, ela voltou a Londres para cumprir seus compromissos como Miss Mundo. Como representante de um país criticado pelo Apartheid criado pela minoria branca sul-africana, ela não tinha muita demanda como rainha da beleza no Reino Unido e os australianos cancelaram a turnê anual que a detentora do título costumava fazer naquele país. No entanto, Anneline foi bem recebida nos Estados Unidos, onde participou de vários programas de televisão e onde trabalhou como modelo. Após o fim de seu reinado, embarcou em outras carreiras lucrativas de publicidade e modelagem que a mantiveram com uma agenda cheia. Ela recebeu um prêmio da cidade de Witbank e foi declarada Membro Honorário da Universidade de Pretória.
Kriel morou na Itália por cinco anos trabalhando como modelo, também fez desfiles para Birra Peroni e alguns trabalhos na televisão e em revistas. Ela também trabalhou como modelo em Paris e Nova York com a Johnny Casablanca Model Management Agency, que lhe ofereceu um contrato de £ 2.500 por mês. Depois disso, atuou em vários filmes africanos, novelas, peças teatrais e no filme de sucesso internacional, "Kill and Kill Again", que estreou em segundo lugar nas bilheterias dos Estados Unidos. Em 1981, Kriel lançou o single pop "He Took Off My Romeos" e se casou com Sol Kerzner, dono das redes de hotéis Sun International e do Southern Sun Hotel Group. Se divorciou de Sol cinco anos depois e se casou novamente em 1989 com Philip Tucker em Joanesburgo, onde eles moravam e com quem teve dois filhos: Tayla e Witney. Eles se divorciaram em 1994. Posteriormente, se casou com Peter Bacon em 28 de março de 1996. O casal viveu por um tempo na Cidade do Cabo e atualmente reside nas ilhas Maurício. Em 2018, participou da celebração do sexagésimo aniversário do concurso de Miss África do Sul em Pretória. Sua vida pública e pessoal é inspiradora para vários jovens modelos e atrizes que lutam para encontrar seu ritmo. Seus ex-maridos, Philip Tucker e o magnata Sol Kerzner, faleceram. Tucker em 26 de maio de 2008, aos 59 anos, quando foi encontrado afogado em sua piscina aparentemente devido a um acidente, e Kerzner em 21 de março de 2020 de câncer aos 84 anos.

## Resultados
| Posição                 | País e Candidata |
| Renunciou               | - Reino Unido - Helen Morgan |
| Assumiu                 | - África do Sul - Anneline Kriel |
| 3º. Lugar               | - Israel - Lea Klain |
| 4º. Lugar               | - Austrália - Gail Petith |
| 5º. Lugar               | - Estados Unidos - Terry Browning |
| 6º. Lugar               | - Suécia - Jill Lindqvist |
| 7º. Lugar               | - Japão - Chikako Shima |
| (TOP 15) Semifinalistas | - Barbados - Linda Field - Brasil - Mariza Sommer - Espanha - Natividad Fuentes - Irlanda - Julie Farnham - Jamaica - Andrea Lyon - Nova Zelândia - Sue Nicholson - Noruega - Torill Larsen - Sul da África - Evelyn Williams |

     Renunciou ao título.
     Colocação não-oficial, revelada posteriormente ao final do evento.

### Prêmios especiais
Prêmios dados antes da final do concurso, nos ensaios finais:
| Prêmio             | País & Candidata               |
| Miss Fotogenia     | - Iugoslávia - Jadranka Banjać |
| Miss Personalidade | - Hong Kong - Judy Dirkin      |

## Jurados
Ajudaram a definir a campeã:
1. Anita Harris, atriz;
2. John Conteh, boxeador;
3. David Hemery, campeão olímpico;
4. August Scerri, alto comissário de Malta no Reino Unido;
5. John George Spencer-Churchill, 11.º Duque de Marlborough;
6. Eric Morley, idealizador do concurso Miss Mundo;
7. Alexandra Bastedo, atriz;
8. Shirley Bassey, cantora;
9. Patrick Mower, ator;

## Candidatas
Disputaram o título este ano:
| - África do Sul - Anneline Kriel - Alemanha - Sabrina Erlmeier - Argentina - Sara Barberi - Aruba - Esther Angeli Luisa Marugg - Austrália - Gail Margaret Petith - Áustria - Eveline Maria Engleder - Bahamas - Monique Betty Cooper - Barbados - Linda Yvonne Field - Bélgica - Anne-Marie Sophie Sikorski - Bermudas - Joyce Ann De Rosa - Botsuana - Rosemary Moleti - Brasil - Mariza Sommer - Canadá - Sandra Margaret Emily Campbell - Colômbia - Luz Maria Osorio Fernández - Coreia do Sul - Shim Kyoung-sook - Costa Rica - Rose Marie Leprade Coto - Dinamarca - Jane Moller - Equador - Silvia Aurora Jurado Estrada - Espanha - Natividad Rodríguez Fuentes | - Estados Unidos - Terry Ann Browning - Filipinas - Agnes Benisano Rustia - Finlândia - Merja Talvikki Ekman - França - Edna Tepava - Gibraltar - Patricia Orfila - Grécia - Evgenia "Nia" Dafni - Guão - Rosemary Laguna Pablo - Guernsey - Gina Elizabeth Ann Atkinson - Holanda - Gerarda "Gemma" Sophia Balm - Honduras - Leslie Suez Ramírez - Hong Kong - Judy Denise Anita Dirkin - Índia - Kiran Dholakia - Irlanda - Julie Ann Farnham - Israel - Lea Klain - Itália - Zaira Zoccheddu - Iugoslávia - Jadranka Banjać - Jamaica - Andrea Lyon - Japão - Chikako Shima - Jersey - Christine Marjorie Sangan | - Líbano - Gisèle Hachem - Madagascar - Raobelina Harisoa - Malásia - Shirley Tan - Malta - Mary Louis Elull - México - Guadalupe del Carmen Elorriaga Valdéz - Nicarágua - Francis Duarte de León Tapia - Noruega - Torill Mariann Larsen - Nova Zelândia - Sue Nicholson - Porto Rico - Loyda Eunice Valle Blas Machado - Reino Unido - Helen Elizabeth Morgan - República Dominicana - Giselle Grullón - Singapura - Valerie Oh Choon Lian - Sri Lanca - Vinodini Roshanara Jayskera - Suécia - Jill Lindqvist - Suíça - Astrid Maria Angst - Sul da África - Evelyn Peggy Williams - Tailândia - Orn-Jir Chaisatra - Venezuela - Alicia Rivas Serrano - Zâmbia - Christine Munkombwe |

## Histórico

### Substituição
- México - Rebeca Zazueta ► Guadalupe Valdéz

### Desistências
- Chipre - Christiana Agathaggelou
- Islândia - Valgerdur Hjartarsdóttir
- Libéria - Maria Yatta Johnson
- Maurício - Nirmala Sohun
- Paraguai - Elizabeth Brandshab
- Portugal - Alice Vieira
- Tunísia - Zohra Kehlifi
- Turquia - Hale Soygazi